# Атанас Никлев
Атанас Пенов Никлев е български революционер, ениджевардарски войвода на Вътрешната македоно-одринска революционна организация.

## Биография
Атанас Никлев е роден в солунското село Горно Куфалово, тогава в Османската империя, днес Куфалия, Гърция. Баща му, Пено (Петър), дълги години лежи в затвора в Солун, тъй като пребива куфаловския бег, който задирял майка му.
Никлев е един от първите присъединили се към ВМОРО в Куфалово, привлечен от стрико си Мино, ятак на Апостол войвода от арамийските му години. Става куриер на организацията, а по-късно - десетар и войвода на селската чета. С нея участва в сраженията на Гъндач по време на Илинденско-Преображенското въстание.
След потушаването на въстанието Куфалово става цел за нападения на гръцки андартски чети и Атанас Никлев организира защитата на селото. След Хуриета е арестуван по време на обезоръжителните акции на турските власти и е затворен в Еди куле в Солун.
Излиза от затвора при започването на Балканската война, реорганизира четата си и се присъединява се към Македоно-одринското опълчение. Служи в четите на Ичко Димитров и Иван Пальошев. Участва в сраженията на Галиполския полуостров. През Междусъюзническата война е в Сборната партизанска рота и се сражава срещу гръцките войски.
След войната се прибира в окупираното от гръцката армия Куфалово, където е предаден. Самоубива се след престрелка с гръцки войници и андарти. Погребан е в безименен гроб на Куфаловския рид без опело поради възбрана от гръцката власт.
Големите синове на Атанас Никлев Никола и Нестор са преследвани от гръцките власти. Никола Никлев е убит през 1945 година в Постол при наказателна акция на Батальоните за сигурност, ръководена от германския фелдфебел Фридрих Шуберт и полковник Георгиос Пулос. Нестор Никлев многократно е арестуван и пращан по затвори.